# Chiesa di San Nicola (Gand)
La chiesa di San Nicola (in neerlandese: Sint-Niklaaskerk) è la chiesa più antica della città fiamminga di Gand, in Belgio. Dedicata a san Nicola di Bari, sorge sul Korenmarkt, il "Mercato del Grano". Rappresenta un buon esempio dell'architettura gotica, nella sua fase primitiva, secondo gli stilemi tipici della regione scaldiana. Sua particolarità è la torre-lanterna che sorge sulla crociera.

## Storia e descrizione

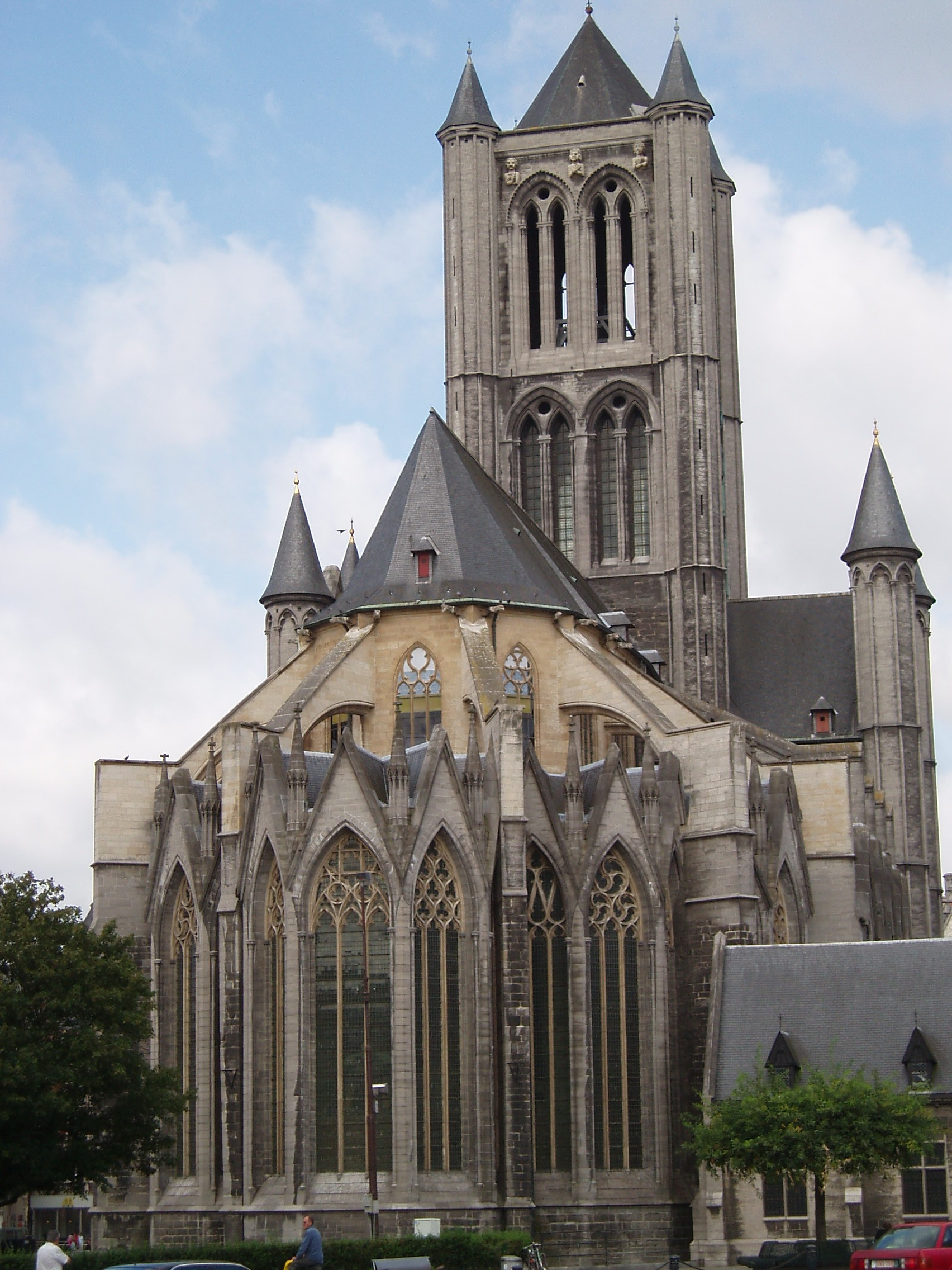
La torre-lanterna e l'abside a cappelle radiali

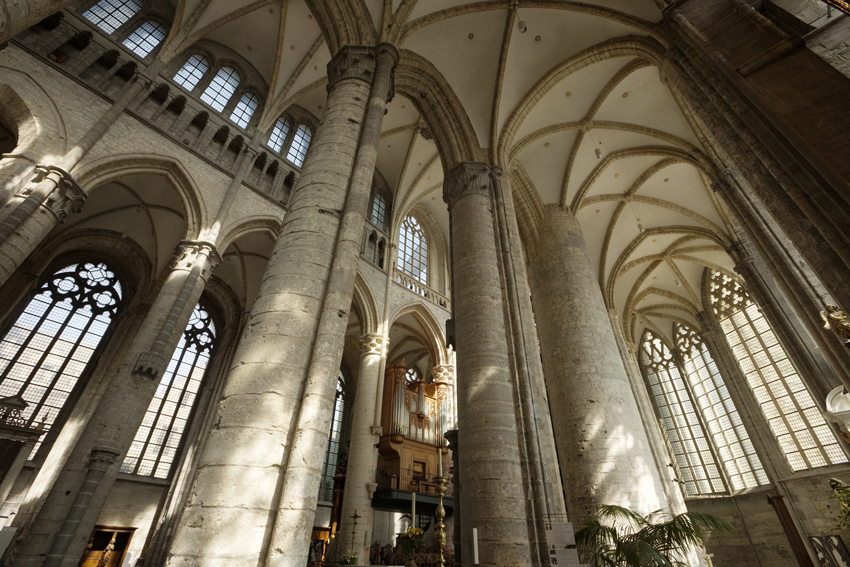
L'interno

Sul sito in origine sorgeva una chiesa romanica del 1100 circa, voluta dagli abati dell'Abbazia di San Pietro. L'altra importante abbazia cittadina,  quella di San Bavone, decise allora di costruire la chiesa di San Michele, sulla riva opposta, sinistra, della Leie. Il primo edificio bruciò già nel 1120, e un secondo venne demolito intorno al 1200.
Nella prima metà del XIII secolo, verso il 1225, si iniziò la costruzione dell'attuale chiesa, poi successivamente più volte rimaneggiata. Il permesso di attracco delle navi e stoccaggio del grano che la Gand aveva acquisito per le Fiandre, fu la base finanziaria per avviare la ricostruzione dell'edificio, dedicato a San Nicola di Bari, patrono dei marinai, panettieri e commercianti. 
La chiesa venne eretta in pietra blu di Tournai, a pianta a croce latina divisa in tre navate, con abside piatta, transetto e slanciata facciata divisa in tre parti da due torricelle rotonde. I notabili di Gand fecero erigere una torre sulla crociera, in origine dotata di un'alta guglia, con la funzione di Beffroi, dove le guardie cittadine ne gestivano le campane. Intorno al 1270 l'edificio poté dirsi completato.
Ben presto la chiesa divenne il luogo di culto prediletto dalle corporazioni cittadine, i cui membri vi vollero erigere le loro cappelle di famiglia. Fu così che nel tardo Medioevo, tra il XIV e il XV secolo, l'abside piatta venne sostituita con una a cappelle radiali di stile tardo gotico.
Col tracollo economico della città nel XVI secolo, la Chiesa cadde nell'incuria, subendo degradi e mutilazioni. Durante il XVII secolo l'edificio ebbe notevoli problemi di stabilità, e si intrapresero lavori di consolidamento e ammodernamento. Si chiuse la lanterna con una volta nel 1658, vennero murati numerosi finestroni e nel 1662 si alzò di circa un metro e mezzo il pavimento. Con l'innalzamento del terreno vennero interrate le basi delle colonne e gli altari, così si ricorse a un nuovo arredo, di stile barocco, che vide l'arrivo dei nuovi altari, delle panche e del pulpito. Inoltre il primo ottobre 1673 una violenta tempesta causò il crollo della guglia della torre, che venne sostituita da un semplice tetto conico.
Nel 1912-13 e nel 1939-43 la chiesa venne restaurata, anche grazie all'impulso dato dall'associazione Vrienden van de Sint-Niklaaskerk, degli "Amici della Chiesa di San Nicola", fondata nel 1936 da Gustave Magnel. Ma sarà solo nel 1960 che furono intraprese quelle grandi e meticolose opere di restauro che videro la chiesa impegnata per più di trent'anni.
 Infatti nel 1992 vennero riaperti al pubblico la torre, il transetto ed il coro mentre il 27 novembre 2010 parte della navata. Il completamento dei lavori è avvenuto nel 2018-2019.

## Galleria d'immagini

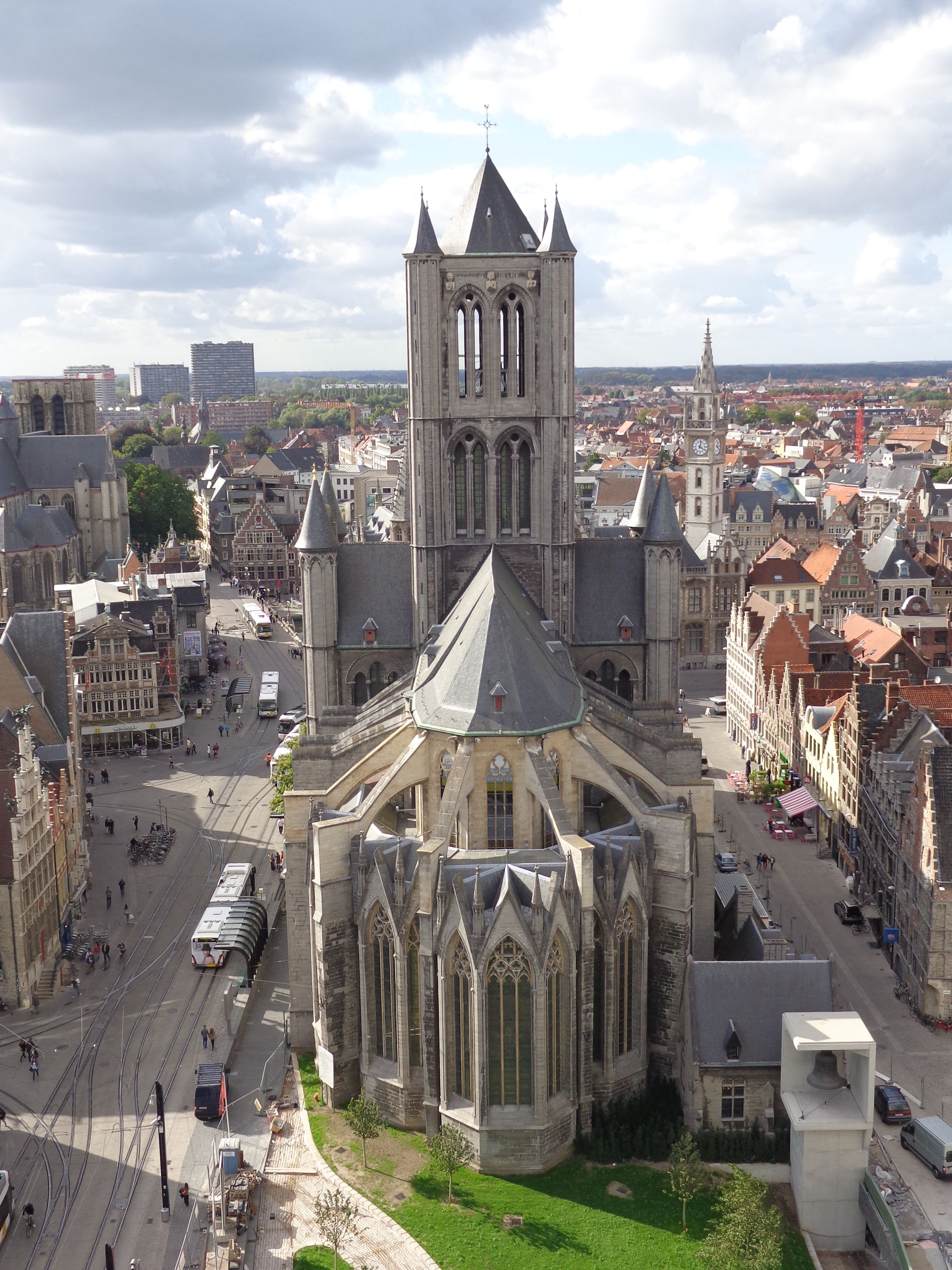
Veduta aerea
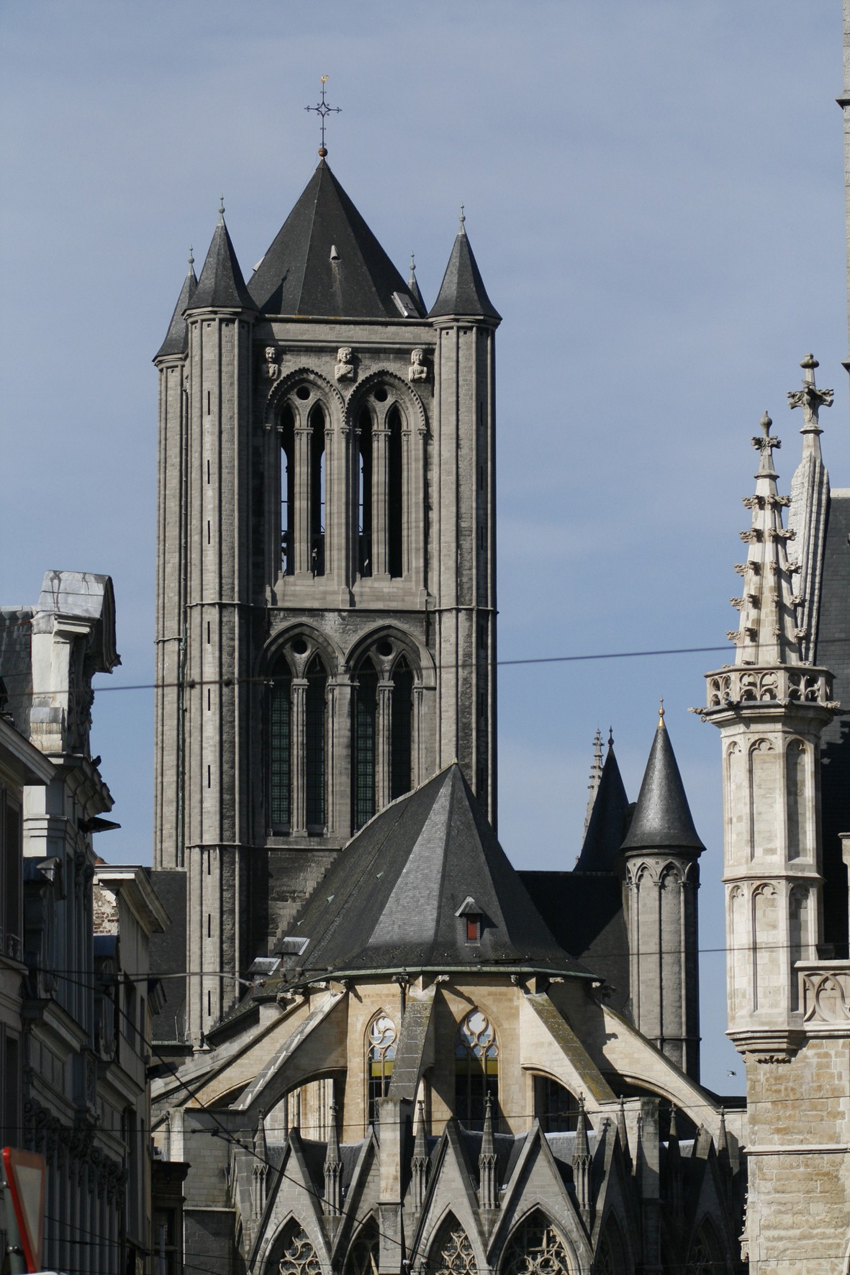
La torre-lanterna sulla crociera
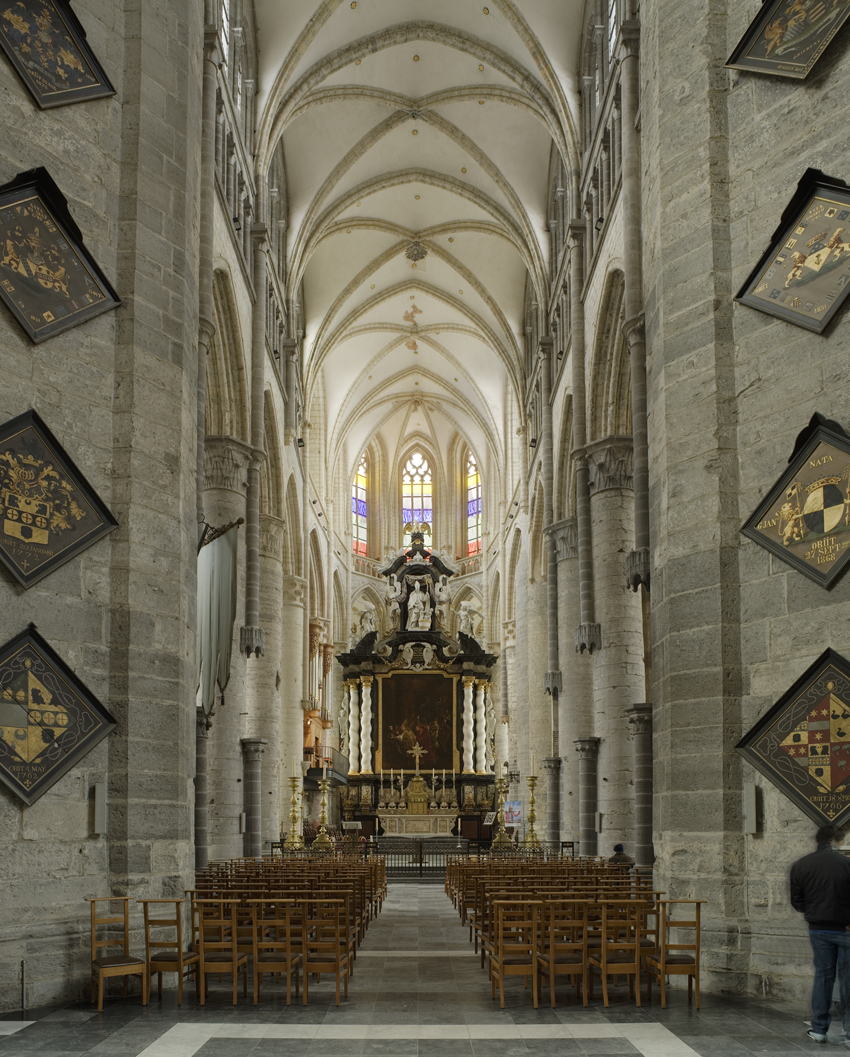
L'interno
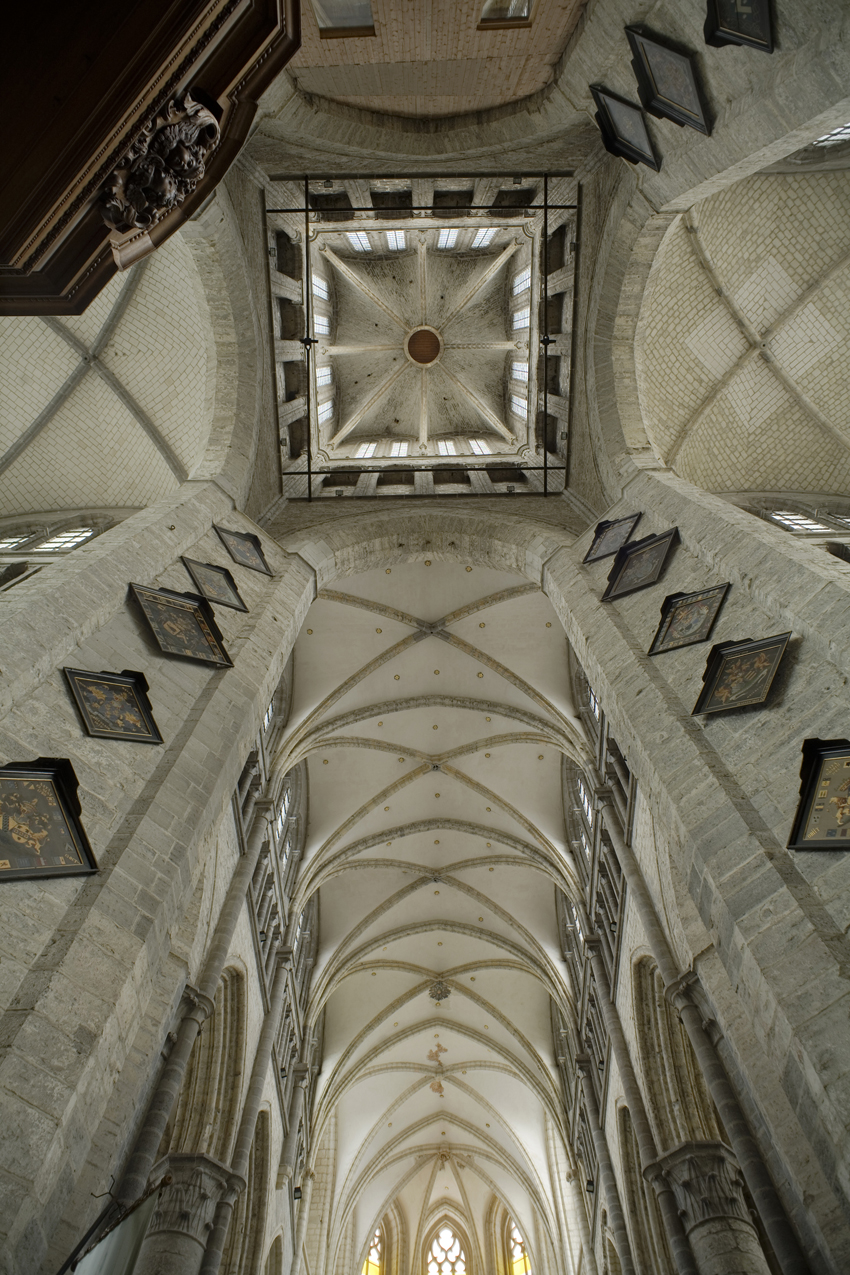
Veduta della crociera
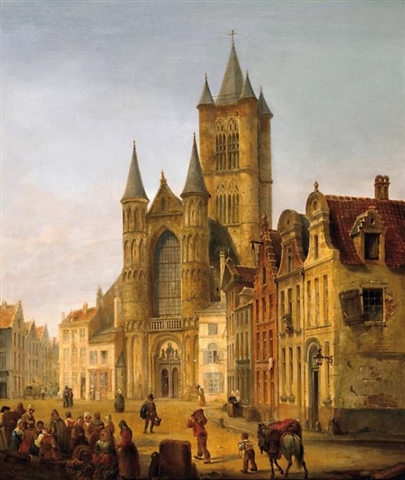
La chiesa in un quadro di Henri Lallemand, del XIX secolo